# 66-os parancs
A 66-os parancs a Csillagok háborúja kitalált univerzumában, a Galaktikus Köztársaság klónkatonái számára, Darth Sidious által kiadott titkos eshetőségi rendelet volt. A parancs kiadására Y. e. 19-ben került sor a A Sithek bosszúja film, A klónok háborúja és a The Bad Batch sorozatok cselekményében. A klónokat a parancs végrehajtására kiképzésük alatt készítették fel, a biztos végrehajtást, egy a klónkatonák agyába ültetett biológiai alapú chip segíti. A chipet felfedezése után néhány klónkatona eltávolította az agyából. Ők a parancsot nem hajtották végre, a chippel ellátott klónkatonák azonban képtelenek voltak ellenállni az utasításnak.
A 66-os parancsot Palpatine főkancellár hirdette meg, miután nyilvánvalóvá vált számára, hogy a Jedi Tanács tagjai előtt többé nem titok valódi kiléte. Palpatine a jediket az állam ellenségeként nevezte meg, majd a legfontosabb klónparancsnokokat személyesen hívta fel, hogy kiadja az utasítást a parancs végrehajtására. A klónkatonák a legtöbb esetben azonnal végrehajtották a parancsot. A Sithek bosszúja film középtáján elhelyezkedő jelenetsorban látható, hogy a klónok akár harctéri bevetés közben is, egymással szavak nélkül is teljes összhangban együttműködve könyörtelenül legyilkolták a soraikban harcoló jediket. 
A parancs meghirdetésével elkezdődött a Nagy Jedi Tisztogatás és megkezdte felemelkedését a Galaktikus Birodalom. A 66-os parancs azon kegyetlenségek egyike, amelyek Galaktikus polgárháború kitöréséhez vezettek.
A 66-os parancsot és az azt követő Jedi Tisztogatást kevés Jedi élte túl. Néhány Jedi csatlakozott a Lázadó Szövetséghez, valamint az Új Jedi Rendhez, vagy a Galaktikus Birodalomhoz, vagy átállt a sötét oldalra.
A túlélők között vannak:
- Antaria Wellos
- Antinnis Tremayne
- Aqinos
- Arden Lyn
- Ahsoka Tano
- Aurra Sing (egykori padawan)
- Aven Rolk
- Bardan Jusik
- Beldorion
- Bol Chatak
- Bre'ano Umakk
- Cal Kestis
- Caleb Dume (Kanan Jarrus)
- Celeste Morne
- Cere Junda
- Corwin Shelvay
- Damien Tantrellius
- Danaan Kerr
- Darth Krayt

- Drakka Judarrl
- Dray
- Drun Cairnwick
- Echuu Shen-Jon
- Empatojayos Brand
- Ephaan Kenzon
- Ferus Olin
- Gel
- Gerrick
- Glovan Thule
- Gruu Dunrik
- Gwellib Ap-Llewff
- Halbret
- Halmere
- Ikrit
- Ilum
- Jax Pavan
- Jedgar
- Jerec
- Jhor-Kai
- Jimbo Kinnison
- Kadann
- Kai Justiss
- Kajos
- Kaoln
- Kina Ha

- K'Kruhk
- Klossi Anno
- Lanu Pasiq
- Luxum
- Maris Brood
- Matarmeno Krahnn
- Maw
- Nichos Marr
- Nos'lyn
- Obi-Wan Kenobi
- Olee Starstone
- Ood Bnar
- Pann
- Plett
- Qid Proko
- Qu Rahn
- Quarmall
- Quinlan Vos
- Rachi Sitra
- Rahm Kota
- Roan Shryne
- Roganda Ismaren
- Roni von Wasaki
- Rorr'hn
- Rune
- Sardoth
- Seek Ryontarr
- Sinsor Khal
- Taj Junak
- Tallisibeth-Enwandung Esterhazy (Scout)
- Tao
- Taselda
- Tel Angor
- Tholme
- T'ra Saa
- Travgen
- Trilla Suduri
- Tyneir Renz
- Urootar
- Valara Saar
- Vergere
- Vima-Da-Boda
- Warl Thimbus
- Winslau Da'k
- Ylenic It'kla
- Yoda
- Zalbar Jyvun